# Bogoria (stacja kolejowa)
Bogoria – nieczynna wąskotorowa stacja kolejowa w Bogorii, w gminie Bogoria, w powiecie staszowskim, w województwie świętokrzyskim, w Polsce.